# Imanol Erviti
Imanol Erviti Ollo (ur. 15 listopada 1983 w Pampelunie) – hiszpański kolarz szosowy, zawodnik profesjonalnej grupy Movistar Team.
Erviti ma za sobą starty w wielkich tourach. W 2006 roku startował w Giro d'Italia i zajął 81. miejsce, a rok później w hiszpańskiej Vuelcie i był 62. Rok 2008 przyniósł mu duży sukces, wygrał bowiem 18. etap Vuelta a España. Dwa lata później również odniósł etapowe zwycięstwo w tym wyścigu, zwyciężając na 10. etapie.

## Najważniejsze zwycięstwa i sukcesy
2005
- 1. miejsce na 6. etapie Vuelta a Navarra

2008
- 1. miejsce na 18. etapie Vuelta a España

2009
- 4. miejsce w Tour Méditerranéen

2010
- 1. miejsce na 10. etapie Vuelta a España

2011
- 1. miejsce w Vuelta a La Rioja

## Starty w Wielkich Tourach
| Grand Tour | 2006 | 2007 | 2008 | 2009 | 2010 | 2011 | 2012 | 2013 | 2014 | 2015 | 2016 |
| ---------- | ---- | ---- | ---- | ---- | ---- | ---- | ---- | ---- | ---- | ---- | ---- |
| Giro       | 81   | –    | –    | –    | –    | –    | –    | –    | –    | –    | –    |
| Tour       | –    | –    | –    | –    | 77   | 88   | DNF  | 118  | 81   | 115  | 108  |
| Vuelta     | –    | 62   | 99   | 100  | 78   | 126  | 132  | 102  | 63   | 100  | ?    |